# Pachycnemia uniformis
Pachycnemia uniformis är en fjärilsart som beskrevs av Bytinsky-salz 1937. Pachycnemia uniformis ingår i släktet Pachycnemia och familjen mätare. Inga underarter finns listade i Catalogue of Life.